# Guineu del Cap
La guineu del Cap (Vulpes chama) és una guineu petita que viu a l'Àfrica meridional en una àrea que s'estén entre Zimbàbue, Angola i la Província del Cap (Sud-àfrica). El seu hàbitat consisteix en sabana oberta i regions semiàrides. Es tracta d'un animal nocturn i omnívor, que pot viure sol o en parelles. Les seves preses habituals són mamífers i rèptils petits, però no fa fàstics a la carronya, els insectes i la fruita.